# Европско првенство у атлетици у дворани 1981 — бацање кугле за жене
Такмичење у бацању кугле у женској конкуренцији на 12. Европском првенству у атлетици у дворани 1981. одржано је 1. марта у Греноблу, Француска.
Титулу освојену у Зинделфингену није бранила је Хелена Фибингерова из Чехословачке.

## Земље учеснице
Учествовалојо је 10 бацачице кугле из 7 земља.
1. Грчка (1))
2. Источна Немачка (2)
3. Совјетски Савез (1)
4. Уједињено Краљевство (2)
5. Финска (1)
6. Француска (2)
7. Чехословачка (1)

## Рекорди
Извор:
| Рекорди пре почетка Европског првенства у дворани 1981.     | Рекорди пре почетка Европског првенства у дворани 1981. | Рекорди пре почетка Европског првенства у дворани 1981. | Рекорди пре почетка Европског првенства у дворани 1981. | Рекорди пре почетка Европског првенства у дворани 1981. | Рекорди пре почетка Европског првенства у дворани 1981. |
| ----------------------------------------------------------- | ------------------------------------------------------- | ------------------------------------------------------- | ------------------------------------------------------- | ------------------------------------------------------- | ------------------------------------------------------- |
| Светски рекорд                                              | Хелена Фибингерова                                      | Чехословачка                                            | 22,50                                                   | Јаблонец, Чехословачка                                  | 19. фебруар 1977.                                       |
| Европски рекорд                                             | Хелена Фибингерова                                      | Чехословачка                                            | 22,50                                                   | Јаблонец, Чехословачка                                  | 19. фебруар 1977.                                       |
| Рекорди европских првенстава                                | Хелена Фибингерова                                      | Чехословачка                                            | 21,46                                                   | Сан Себастијан, Шпанија                                 | 13. март 1977.                                          |
| Рекорди после завршеног Европског првенства у дворани 1981. |                                                         |                                                         |                                                         |                                                         |                                                         |
| Нових рекорда није било.                                    |                                                         |                                                         |                                                         |                                                         |                                                         |

## Освајачи медаља
|                                  | 15п                             |                                |
| Илона Слупјанек Источна Немачкаж | Хелена Фибингерова Чехословачка | Хелма Кноршајт Источна Немачка |

## Резултати

### Финале
Извор:
| Пласман | Атлетичарка        | Земља                  | Резултат | Белешка |
| ------- | ------------------ | ---------------------- | -------- | ------- |
|         | Илона Слупјанек    | Источна Немачка        | 20,64    |         |
|         | Хелена Фибингерова | Чехословачка           | 20,64    |         |
|         | Хелма Кноршајт     | Источна Немачка        | 20,12    | ЛРд     |
| 4.      | Венисса Хед        | Уједињено Краљевство   | 17,65    |         |
| 5.      | Султана Саруди     | Грчка                  | 17,44    |         |
| 6.      | Тула Киви          | Финска                 | 16,77    | ЛРд     |
| 7.      | Леон Бартимо       | Француска              | 16,59    | ЛРд     |
| 8.      | Ангела Литлвуд     | { Уједињено Краљевство | 16,50    | ЛРд     |
| 9.      | Симон Креантор     | Француска              | 15,98    |         |
| −4←     | Нуну Абашидзе      | Совјетски Савез        | 18,50    | ДИСК    |

## Укупни биланс медаља у бацању кугле за жене после 12. Европског првенства у дворани 1970—1981.
|    | Земља                |    |    |    |    |
| -- | -------------------- | -- | -- | -- | -- |
| 1. | Чехословачка         | 5  | 2  | 0  | 7  |
| 2. | Совјетски Савез      | 3  | 3  | 2  | 8  |
| 3. | Источна Немачка      | 3  | 5  | 5  | 13 |
| 4. | Бугарска             | 1  | 0  | 1  | 2  |
| 5. | Западна Немачка      | 0  | 1  | 3  | 4  |
| 6. | Пољска               | 0  | 1  | 0  | 1  |
| 7. | Уједињено Краљевство | 0  | 0  | 1  | 1  |
|    | Укупно {7}           | 12 | 12 | 12 | 36 |

|    | Атлетичарка        | Земља           |   |   |   |   |
| -- | ------------------ | --------------- | - | - | - | - |
| 1. | Хелена Фибингерова | Чехословачка    | 5 | 2 | 0 | 7 |
| 2. | Надежда Чижова     | Совјетски Савез | 3 | 1 | 0 | 4 |
| 3. | Маријане Адам      | Источна Немачка | 1 | 1 | 2 | 4 |
| 4. | Иилона Слупјанек   | Источна Немачка | 2 | 1 | 1 | 4 |
| 5. | Иванка Христова    | Бугарска        | 1 | 0 | 1 | 2 |
| 6. | Антонина Иванова   | Совјетски Савез | 0 | 1 | 2 | 3 |
| 7. | Ева Вилмс          | Западна Немачка | 0 | 1 | 2 | 3 |